# José Elias Chaves Júnior
José Elias Chaves Júnior CM (* 28. April 1926 in Luz, Minas Gerais, Brasilien; † 31. Oktober 2006) war ein brasilianischer Ordensgeistlicher und Prälat von Cametá.

## Leben
José Elias Chaves Júnior trat der Ordensgemeinschaft der Lazaristen bei und empfing am 18. Oktober 1953 das Sakrament der Priesterweihe.
Am 21. Mai 1980 ernannte ihn Papst Johannes Paul II. zum Prälaten von Cametá. Der Bischof von Luz, Belchior Joaquim da Silva Neto CM, spendete ihm am 25. Juli desselben Jahres die Bischofsweihe; Mitkonsekratoren waren der emeritierte Bischof von Assis, José Lázaro Neves CM, und der Weihbischof in Curitiba, Ladislau Biernaski CM.
Am 29. September 1999 nahm Papst Johannes Paul II. das von José Elias Chaves Júnior vorgebrachte Rücktrittsgesuch an.